# Oersted (kráter)

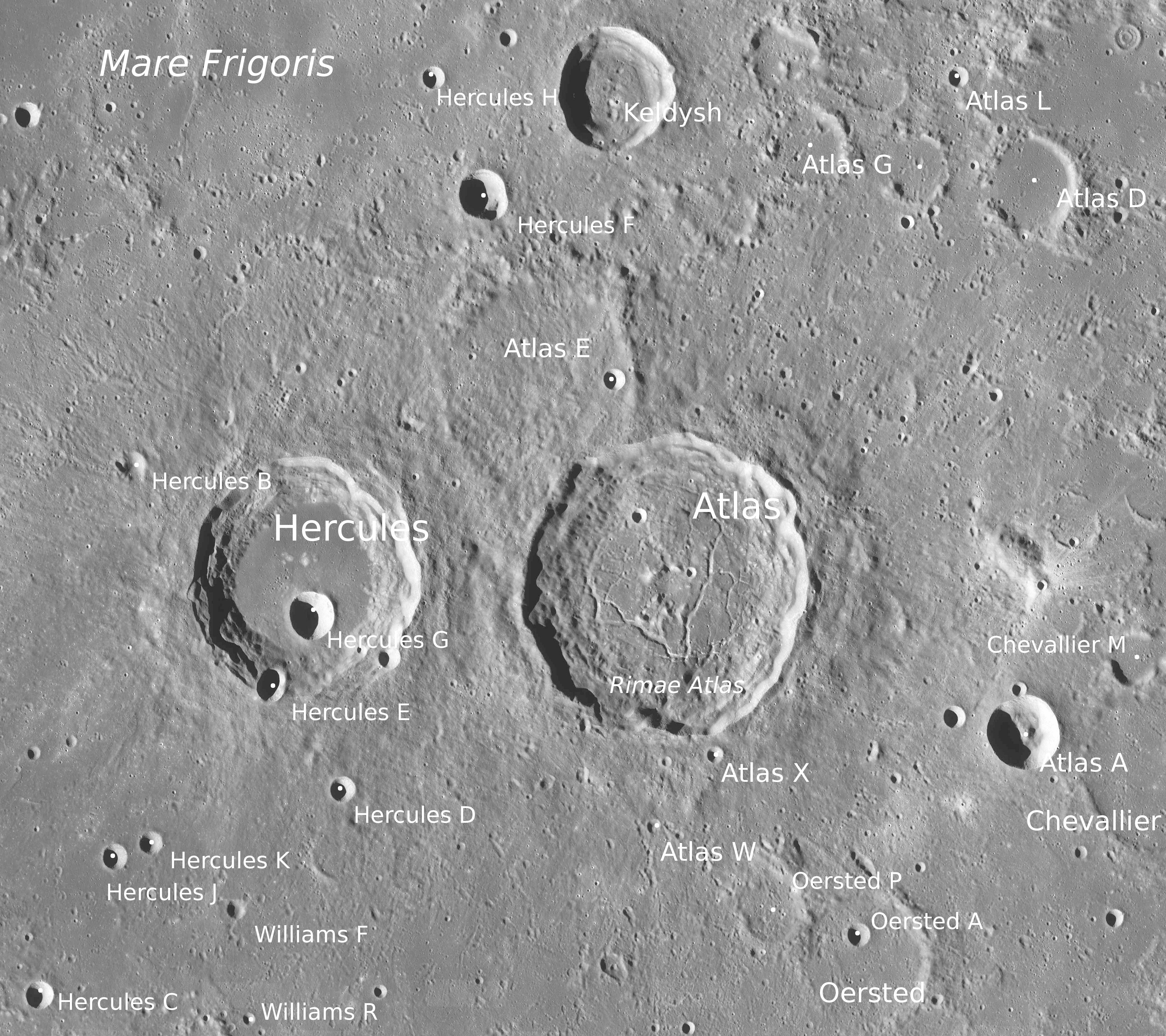
Poloha kráteru Oersted (na fotografii vpravo dole).

Oersted je lávou zatopený měsíční kráter nacházející se jihozápadně od Lacus Temporis (Jezero času) na přivrácené straně Měsíce. Má průměr 42 km, pojmenován je podle dánského fyzika, chemika a filosofa Hanse Christiana Ørsteda. Val kráteru se tyčí do maximální výšky 1,7 km a není celistvý, jihozápadní okraj chybí. Severní část je překryta menším kráterem, který byl rovněž zaplaven lávou. Jižněji (ale stále uvnitř Oerstedu) se nachází mladší impaktní kráter pojmenovaný Oersted A, který vznikl teprve poté, co byl Oersted zatopen. Severozápadního okraje hlavního kráteru se zvnějšku dotýká zatopený satelitní kráter Oersted P.
Severozápadně od Oerstedu leží dvojice velkých kráterů Atlas a Hercules, severovýchodně zatopený Chevallier a jiho-jihozápadně pak impaktní kráter Cepheus.

## Satelitní krátery
V okolí kráteru se nachází několik menších kráterů. Ty byly označeny podle zavedených zvyklostí jménem hlavního kráteru a velkým písmenem abecedy.
| Oersted | Sel. šířka | Sel. délka | Průměr |
| ------- | ---------- | ---------- | ------ |
| A       | 43,4° S    | 47,2° V    | 7 km   |
| P       | 43,6° S    | 46,0° V    | 21 km  |
| U       | 42,4° S    | 44,6° V    | 4 km   |